# Вала
Вала (альтернативные название — вале, ала, уала, валба, виле) — народ, проживающий на территории севера-запада Ганы, между реками Чёрная Вольта и Кулпон.

## Население
По некоторым оценкам, численность народа около 100 тысяч человек. Вала говорят на языке вале (вали), который принадлежит к нигеро-кордофанской группе языков.

## Религия
Большинство представителей этого народа являются мусульманами-суннитами, хотя есть данные о том, что среди этого народа встречаются христиане-католики. Хотя встречаются представители народа вала, которые веруют в культ предков, преподносят им жертвы. Так же эти люди поклоняются духам земли и плодородия.

## История и происхождение
Как говорят источники, предки вала пришли из государства Мампруси. В XVII веке вала создали раннеполитическое образование Ва, подчинив автохтонное население (лоби и дагари). Конечное формирование вала закончилось во второй половине XIX века; они включили в себя такие народы как: лоби, дагари, сисала, авуна, а также мампруси, дагомба, хауса. Именно они составили основное население Ва, название которого, в скором времени, стало этнонимом.

## Сельское хозяйство
Основным занятием вала является подсечно-огневое тропическое земледелие. Они выращивают такие культуры как просо, кукуруза, бобовые, рис, арахис, ямс, овощи. Развито скотоводство — крупный и мелкий рогатый скот. Вала активно используют различные ремёсла — кузнечное, ткацкое, гончарное, плетение, выделка кож. Также вала промышляют охотой, работают на плантациях какао, а также занимаются добычей полезных ископаемых.

## Культура
Живут вала в глинобитных домах, с соломенными крышами и глиняными стенами. Постройки, предназначенные для скота, в основном круглые.
Повседневная одежда вала — набедренная повязка. На большие праздники вала надевают длинные белые рубахи из льна или хлопка.